# Muta Mons
Muta Mons is een berg op de planeet Venus. Muta Mons werd in 1991 genoemd naar Dea Muta, godin van de stilte in de Romeinse mythologie.
De berg heeft een diameter van 54 kilometer en bevindt zich in het quadrangle Lakshmi Planum (V-7).